# اسپنسر تریت کلارک
اسپنسر تریت کلارک (انگلیسی: Spencer Treat Clark؛ زادهٔ ۲۵ سپتامبر ۱۹۸۷) هنرپیشه اهل ایالات متحده آمریکا است. وی از سال ۱۹۹۵ میلادی تاکنون مشغول فعالیت بوده است.
از فیلم‌هایی که وی در آن نقش داشته است، می‌توان به گلادیاتور، نشکن، معشوق، اردوگاه جهنم و مخاطره مضاعف اشاره کرد.
وی همچنین نقش پسر ون استراکر را در سریال مأموران شیلد بازی کرده است.